# 蒋昌忠
蒋昌忠（1962年5月—），男，汉族，湖北公安人，中国共产党党员。中华人民共和国政治人物、第十三届全国人民代表大会湖南地区代表。

## 生平
1983年从华中工学院物理系本科毕业，1990年取得武汉大学物理系固体物理专业硕士，后在武汉大学物理系任教。
2009年6月，任武汉大学副校长，20125月年，任武汉大学党委副书记、纪委书记。2015年12月，离开湖北省，调任湖南大学党委书记。
2017年12月，任湖南省教育厅党组书记、副厅长。2018年3月，任湖南省教育厅党组书记、厅长。2018年2月24日，当选为第十三届全国人大代表。
2022年1月，当选为湖南省人民代表大会教育科学文化卫生委员会副主任委员。